# جونيوس دانيال
جونيوس دانيال (بالإنجليزية: Junius Daniel)‏ هو عسكري أمريكي، ولد في 27 يونيو 1828 في مقاطعة هاليفاكس في الولايات المتحدة، وتوفي في 13 مايو 1864 في مقاطعة سبوتسيلفانيا في الولايات المتحدة.